# Ronde van de Verenigde Arabische Emiraten 2023
De Ronde van de Verenigde Arabische Emiraten 2023 vond plaats van 20 tot en met 26 februari. De start van de zevendaagse wielerwedstrijd lag in Madinet Zayed en de finish op de Jebel Hafeet. Voor het eerst werd er ook een editie voor vrouwen verreden, deze vond van 9 tot en met 12 februari plaats.

## Mannen

### Deelnemende ploegen
Er namen twintig ploegen deel. Van de achttien World Tour-ploegen ontbraken de teams van Arkéa-Samsic en Cofidis. De twee uit de UCI World Tour gedegradeerde ploegen, Israel-Premier Tech en Lotto-Dstny, waren op basis van hun prestaties in de UCI ProSeries 2022 startgerechtigd. De UCI ProSeriesteams van Bardiani-CSF-Faizanè en Tudor Pro Cycling Team kregen hun wildcard toegewezen door organisator RCS Sport.

### Etappe-overzicht
| Etappe | Datum       | Start – Finish                           | Afstand | Type           | Winnaar           | Klassementsleider |
| ------ | ----------- | ---------------------------------------- | ------- | -------------- | ----------------- | ----------------- |
| 1      | 20 februari | Kasteel van Al Dhafra – Al Mirfa         | 151 km  | Vlakke rit     | Tim Merlier       | Tim Merlier       |
| 2      | 21 februari | Khalifa Port – Khalifa Port              | 17,2 km | Ploegentijdrit | Soudal-Quick Step | Luke Plapp        |
| 3      | 22 februari | Fujairah – Jebel Jais                    | 185 km  | Bergrit        | Einer Rubio       | Remco Evenepoel   |
| 4      | 23 februari | Al Shindagha – Dubai Marina              | 174 km  | Vlakke rit     | Sebastián Molano  | Remco Evenepoel   |
| 5      | 24 februari | Al Marjan – Umm al-Qaiwain               | 182 km  | Vlakke rit     | Dylan Groenewegen | Remco Evenepoel   |
| 6      | 25 februari | Warner Bros. World Abu Dhabi – Abu Dhabi | 166 km  | Vlakke rit     | Tim Merlier       | Remco Evenepoel   |
| 7      | 26 februari | Al Ain – Jebel Hafeet                    | 153 km  | Bergrit        | Adam Yates        | Remco Evenepoel   |

### Etappe-uitslagen

#### 1e etappe
| Kasteel van Al Dhafra – Al Mirfa (151,0 km) |                 |                       |          |
| Plaats                                      | Naam            | Ploeg                 | Tijd     |
| Winnaar                                     | Tim Merlier     | Soudal-Quick Step     | 3u17'35" |
| 2                                           | Caleb Ewan      | Lotto-Dstny           | z.t.     |
| 3                                           | Mark Cavendish  | Astana Qazaqstan Team | z.t.     |
| 4                                           | Olav Kooij      | Team Jumbo-Visma      | z.t.     |
| 5                                           | Nikias Arndt    | Bahrain-Victorious    | z.t.     |
| 6                                           | Phil Bauhaus    | Bahrain-Victorious    | z.t.     |
| 7                                           | Luke Plapp      | INEOS Grenadiers      | z.t.     |
| 8                                           | Remco Evenepoel | Soudal-Quick Step     | z.t.     |
| 9                                           | Pello Bilbao    | Bahrain-Victorious    | z.t.     |
| 10                                          | Cees Bol        | Astana Qazaqstan Team | z.t.     |

| Algemeen klassement |                 |                       |          |
| Plaats              | Naam            | Ploeg                 | Tijd     |
| Rode trui           | Tim Merlier     | Soudal-Quick Step     | 3u17'35" |
| 2                   | Caleb Ewan      | Lotto-Dstny           | + 4"     |
| 3                   | Luke Plapp      | INEOS Grenadiers      | + 5"     |
| 4                   | Mark Cavendish  | Astana Qazaqstan Team | + 6"     |
| 5                   | Nikias Arndt    | Bahrain-Victorious    | + 7"     |
| 6                   | Remco Evenepoel | Soudal-Quick Step     | + 8"     |
| 7                   | Pello Bilbao    | Bahrain-Victorious    | z.t.     |
| 8                   | Olav Kooij      | Team Jumbo-Visma      | + 10"    |
| 9                   | Phil Bauhaus    | Bahrain-Victorious    | z.t.     |
| 10                  | Cees Bol        | Astana Qazaqstan Team | z.t.     |

#### 2e etappe
| Khalifa Port – Khalifa Port (17,2 km) |                       |        |
| Plaats                                | Naam                  | Tijd   |
| Winnaar                               | Soudal-Quick Step     | 18'17" |
| 2                                     | EF Education-EasyPost | + 1"   |
| 3                                     | INEOS Grenadiers      | + 3"   |
| 4                                     | Bahrain-Victorious    | + 4"   |
| 5                                     | Team Jayco AlUla      | + 5"   |
| 6                                     | Team DSM              | + 10"  |
| 7                                     | BORA-hansgrohe        | + 15"  |
| 8                                     | UAE Team Emirates     | + 16"  |
| 9                                     | Astana Qazaqstan Team | + 17"  |
| 10                                    | Trek-Segafredo        | + 19"  |

| Algemeen klassement |                    |                       |          |
| Plaats              | Naam               | Ploeg                 | Tijd     |
| Rode trui           | Luke Plapp         | INEOS Grenadiers      | 3u35'50" |
| 2                   | Remco Evenepoel    | Soudal-Quick Step     | z.t.     |
| 3                   | Nikias Arndt       | Bahrain-Victorious    | + 3"     |
| 4                   | Pello Bilbao       | Bahrain-Victorious    | + 4"     |
| 5                   | Mark Cavendish     | Astana Qazaqstan Team | + 15"    |
| 6                   | Cees Bol           | Astana Qazaqstan Team | + 21"    |
| 7                   | Olav Kooij         | Team Jumbo-Visma      | + 23"    |
| 8                   | Bert Van Lerberghe | Soudal-Quick Step     | + 29"    |
| 9                   | Tim Merlier        | Soudal-Quick Step     | + 30"    |
| 10                  | Jarrad Drizners    | Lotto-Dstny           | + 50"    |

#### 3e etappe
| Fujairah – Jebel Jais (185,0 km) |                    |                       |          |
| Plaats                           | Naam               | Ploeg                 | Tijd     |
| Winnaar                          | Einer Rubio        | Movistar Team         | 4u51'24" |
| 2                                | Remco Evenepoel    | Soudal-Quick Step     | + 14"    |
| 3                                | Adam Yates         | UAE Team Emirates     | + 15"    |
| 4                                | Alexey Lutsenko    | Astana Qazaqstan Team | z.t.     |
| 5                                | Luke Plapp         | INEOS Grenadiers      | z.t.     |
| 6                                | Harm Vanhoucke     | Team DSM              | z.t.     |
| 7                                | Thomas Gloag       | Team Jumbo-Visma      | z.t.     |
| 8                                | Andreas Leknessund | Team DSM              | z.t.     |
| 9                                | Sepp Kuss          | Team Jumbo-Visma      | z.t.     |
| 10                               | Ben Zwiehoff       | BORA-hansgrohe        | z.t.     |
|                                  |                    |                       |          |
| 27                               | Wout Poels         | Bahrain-Victorious    | + 15"    |

| Algemeen klassement |                    |                       |          |
| Plaats              | Naam               | Ploeg                 | Tijd     |
| Rode trui           | Remco Evenepoel    | Soudal-Quick Step     | 8u27'22" |
| 2                   | Luke Plapp         | INEOS Grenadiers      | + 7"     |
| 3                   | Pello Bilbao       | Bahrain-Victorious    | + 11"    |
| 4                   | Stefan de Bod      | EF Education-EasyPost | + 1'01"  |
| 5                   | Wout Poels         | Bahrain-Victorious    | + 1'04"  |
| 6                   | Harm Vanhoucke     | Team DSM              | + 1'10"  |
| 7                   | Andreas Leknessund | Team DSM              | z.t.     |
| 8                   | Einer Rubio        | Movistar Team         | + 1'11"  |
| 9                   | Georg Steinhauser  | EF Education-EasyPost | z.t.     |
| 10                  | Adam Yates         | UAE Team Emirates     | + 1'12"  |

#### 4e etappe
| Al Shindagha – Dubai Marina (174,0 km) |                     |                        |          |
| Plaats                                 | Naam                | Ploeg                  | Tijd     |
| Winnaar                                | Sebastián Molano    | UAE Team Emirates      | 3u50'01" |
| 2                                      | Olav Kooij          | Team Jumbo-Visma       | z.t.     |
| 3                                      | Sam Welsford        | Team DSM               | z.t.     |
| 4                                      | Arvid de Kleijn     | Tudor Pro Cycling Team | z.t.     |
| 5                                      | Dylan Groenewegen   | Team Jayco AlUla       | z.t.     |
| 6                                      | Danny van Poppel    | BORA-hansgrohe         | z.t.     |
| 7                                      | Marijn van den Berg | EF Education-EasyPost  | z.t.     |
| 8                                      | Sam Bennett         | BORA-hansgrohe         | z.t.     |
| 9                                      | Tim Merlier         | Soudal-Quick Step      | z.t.     |
| 10                                     | Jon Aberasturi      | Trek-Segafredo         | z.t.     |

| Algemeen klassement |                    |                       |           |
| Plaats              | Naam               | Ploeg                 | Tijd      |
| Rode trui           | Remco Evenepoel    | Soudal-Quick Step     | 12u17'23" |
| 2                   | Luke Plapp         | INEOS Grenadiers      | + 7"      |
| 3                   | Pello Bilbao       | Bahrain-Victorious    | + 11"     |
| 4                   | Stefan de Bod      | EF Education-EasyPost | + 1'01"   |
| 5                   | Wout Poels         | Bahrain-Victorious    | + 1'04"   |
| 6                   | Harm Vanhoucke     | Team DSM              | + 1'10"   |
| 7                   | Andreas Leknessund | Team DSM              | z.t.      |
| 8                   | Einer Rubio        | Movistar Team         | + 1'11"   |
| 9                   | Georg Steinhauser  | EF Education-EasyPost | z.t.      |
| 10                  | Adam Yates         | UAE Team Emirates     | + 1'12"   |

#### 5e etappe
| Al Marjan – Umm al-Qaiwain (182,0 km) |                   |                       |          |
| Plaats                                | Naam              | Ploeg                 | Tijd     |
| Winnaar                               | Dylan Groenewegen | Team Jayco AlUla      | 3u57'07" |
| 2                                     | Fernando Gaviria  | Movistar Team         | z.t.     |
| 3                                     | Sam Bennett       | BORA-hansgrohe        | z.t.     |
| 4                                     | Emīls Liepiņš     | Trek-Segafredo        | z.t.     |
| 5                                     | Tim Merlier       | Soudal-Quick Step     | z.t.     |
| 6                                     | Sam Welsford      | Team DSM              | z.t.     |
| 7                                     | Sebastián Molano  | UAE Team Emirates     | z.t.     |
| 8                                     | Mark Cavendish    | Astana Qazaqstan Team | z.t.     |
| 9                                     | Olav Kooij        | Team Jumbo-Visma      | z.t.     |
| 10                                    | Arnaud Démare     | Groupama-FDJ          | z.t.     |

| Algemeen klassement |                    |                       |           |
| Plaats              | Naam               | Ploeg                 | Tijd      |
| Rode trui           | Remco Evenepoel    | Soudal-Quick Step     | 16u14'28" |
| 2                   | Luke Plapp         | INEOS Grenadiers      | + 9"      |
| 3                   | Pello Bilbao       | Bahrain-Victorious    | + 13"     |
| 4                   | Stefan de Bod      | EF Education-EasyPost | + 1'03"   |
| 5                   | Wout Poels         | Bahrain-Victorious    | + 1'06"   |
| 6                   | Harm Vanhoucke     | Team DSM              | + 1'12"   |
| 7                   | Andreas Leknessund | Team DSM              | z.t.      |
| 8                   | Einer Rubio        | Movistar Team         | + 1'13"   |
| 9                   | Georg Steinhauser  | EF Education-EasyPost | z.t.      |
| 10                  | Adam Yates         | UAE Team Emirates     | + 1'14"   |

#### 6e etappe
| Warner Bros. World Abu Dhabi – Abu Dhabi (166,0 km) |                   |                          |          |
| Plaats                                              | Naam              | Ploeg                    | Tijd     |
| Winnaar                                             | Tim Merlier       | Soudal-Quick Step        | 3u41'12" |
| 2                                                   | Sam Bennett       | BORA-hansgrohe           | z.t.     |
| 3                                                   | Dylan Groenewegen | Team Jayco AlUla         | z.t.     |
| 4                                                   | Olav Kooij        | Team Jumbo-Visma         | z.t.     |
| 5                                                   | Arvid de Kleijn   | Tudor Pro Cycling Team   | z.t.     |
| 6                                                   | Sam Welsford      | Team DSM                 | z.t.     |
| 7                                                   | Gerben Thijssen   | Intermarché-Circus-Wanty | z.t.     |
| 8                                                   | Emīls Liepiņš     | Trek-Segafredo           | z.t.     |
| 9                                                   | Phil Bauhaus      | Bahrain-Victorious       | z.t.     |
| 10                                                  | Itamar Einhorn    | Israel-Premier Tech      | z.t.     |

| Algemeen klassement |                    |                       |           |
| Plaats              | Naam               | Ploeg                 | Tijd      |
| Rode trui           | Remco Evenepoel    | Soudal-Quick Step     | 19u55'40" |
| 2                   | Luke Plapp         | INEOS Grenadiers      | + 9"      |
| 3                   | Pello Bilbao       | Bahrain-Victorious    | + 13"     |
| 4                   | Stefan de Bod      | EF Education-EasyPost | + 1'03"   |
| 5                   | Wout Poels         | Bahrain-Victorious    | + 1'06"   |
| 6                   | Harm Vanhoucke     | Team DSM              | + 1'12"   |
| 7                   | Andreas Leknessund | Team DSM              | z.t.      |
| 8                   | Einer Rubio        | Movistar Team         | + 1'13"   |
| 9                   | Georg Steinhauser  | EF Education-EasyPost | z.t.      |
| 10                  | Adam Yates         | UAE Team Emirates     | + 1'14"   |

#### 7e etappe
| Al Ain – Jebel Hafeet (153,0 km) |                   |                    |          |
| Plaats                           | Naam              | Ploeg              | Tijd     |
| Winnaar                          | Adam Yates        | UAE Team Emirates  | 8u27'22" |
| 2                                | Remco Evenepoel   | Soudal-Quick Step  | + 10"    |
| 3                                | Geoffrey Bouchard | AG2R-Citroën       | + 42"    |
| 4                                | Sepp Kuss         | Team Jumbo-Visma   | + 47"    |
| 5                                | Pello Bilbao      | Bahrain-Victorious | + 54"    |
| 6                                | Luke Plapp        | INEOS Grenadiers   | z.t.     |
| 7                                | Wout Poels        | Bahrain-Victorious | + 1'16"  |
| 8                                | Antonio Tiberi    | Trek-Segafredo     | z.t.     |
| 9                                | Ben Zwiehoff      | BORA-hansgrohe     | + 1'25"  |
| 10                               | Michael Storer    | Groupama-FDJ       | z.t.     |

### Klassementenverloop
| Etappe       | Winnaar           | Algemeen klassement · | Puntenklassement · | Jongerenklassement · | Tussensprint ·    |
| ------------ | ----------------- | --------------------- | ------------------ | -------------------- | ----------------- |
| 1            | Tim Merlier       | Tim Merlier           | Tim Merlier        | Luke Plapp           | Luke Plapp        |
| 2            | Soudal-Quick Step | Luke Plapp            | Tim Merlier        | Luke Plapp           | Luke Plapp        |
| 3            | Einer Rubio       | Remco Evenepoel       | Luke Plapp         | Remco Evenepoel      | Edward Planckaert |
| 4            | Sebastián Molano  | Remco Evenepoel       | Olav Kooij         | Remco Evenepoel      | Edward Planckaert |
| 5            | Dylan Groenewegen | Remco Evenepoel       | Tim Merlier        | Remco Evenepoel      | Edward Planckaert |
| 6            | Tim Merlier       | Remco Evenepoel       | Tim Merlier        | Remco Evenepoel      | Edward Planckaert |
| 7            | Adam Yates        | Remco Evenepoel       | Tim Merlier        | Remco Evenepoel      | Edward Planckaert |
| 0Eindstanden | 0Eindstanden      | Remco Evenepoel       | Tim Merlier        | Remco Evenepoel      | Edward Planckaert |

### Eindklassementen
| Plaats    | Naam             | Ploeg              | Tijd      |
| --------- | ---------------- | ------------------ | --------- |
| Rode trui | Remco Evenepoel  | Soudal-Quick Step  | 23u25'26" |
| 2         | Luke Plapp       | INEOS Grenadiers   | + 59"     |
| 3         | Adam Yates       | UAE Team Emirates  | + 1'00"   |
| 4         | Pello Bilbao     | Bahrain-Victorious | + 1'03"   |
| 5         | Sepp Kuss        | Team Jumbo-Visma   | + 2'06"   |
| 6         | Wout Poels       | Bahrain-Victorious | + 2'18"   |
| 7         | Antonio Tiberi   | Trek-Segafredo     | + 2'33"   |
| 8         | Ben Zwiehoff     | BORA-hansgrohe     | + 2'38"   |
| 9         | Emanuel Buchmann | BORA-hansgrohe     | z.t.      |
| 10        | Harm Vanhoucke   | Team DSM           | + 2'40"   |

| Plaats      | Naam              | Ploeg             | Punten |
| ----------- | ----------------- | ----------------- | ------ |
| Groene trui | Tim Merlier       | Soudal-Quick Step | 52     |
| 2           | Remco Evenepoel   | Soudal-Quick Step | 45     |
| 3           | Dylan Groenewegen | Team Jayco AlUla  | 39     |

| Plaats     | Naam                | Ploeg                 | Tijd      |
| ---------- | ------------------- | --------------------- | --------- |
| Witte trui | Remco Evenepoel     | Soudal-Quick Step     | 23u25'26" |
| 2          | Luke Plapp          | INEOS Grenadiers      | + 59"     |
| 3          | Antonio Tiberi      | Trek-Segafredo        | + 2'33"   |
|            |                     |                       |           |
| 26         | Marijn van den Berg | EF Education-EasyPost | + 22'34"  |

| Plaats      | Naam              | Ploeg                              | Punten |
| ----------- | ----------------- | ---------------------------------- | ------ |
| Zwarte trui | Edward Planckaert | Alpecin-Deceuninck                 | 34     |
| 2           | Samuele Zoccarato | Green Project-Bardiani-CSF-Faizanè | 24     |
| 3           | Luke Plapp        | INEOS Grenadiers                   | 13     |
|             |                   |                                    |        |
| 22          | Jan Maas          | Team Jayco AlUla                   | 2      |

## Vrouwen
De eerste editie van de Ronde van de Verenigde Arabische Emiraten voor vrouwen (UAE Tour Women) vond plaats van 9 tot 12 februari 2023 als onderdeel van de UCI Women's World Tour 2023. De ronde bestond uit vier etappes, waarvan drie vlakke en een etappe met finish bergop naar de Jebel Hafeet. De Italiaanse Elisa Longo Borghini won de bergrit en daarmee tevens het eindklassement. De Nederlandse Charlotte Kool won twee sprintetappes en de andere werd gewonnen door Europees kampioene Lorena Wiebes.

### Deelnemende ploegen
Dertien van de vijftien UCI Women's World Tour-ploegen namen deel, aangevuld met zeven continentale teams.
| UCI World Tour teams                                                                                  | UCI World Tour teams                                                | UCI Continental teams | UCI Continental teams |
| --- | ------------------------------------------------------------------- | --- | --------------------- |
| Canyon-SRAM DSM FDJ-Suez Fenix-Deceuninck Human Powered Health Israel Premier Tech Roland Jayco AlUla | Liv Racing Xstra Movistar SD Worx Trek-Segafredo UAE Team ADQ Uno-X | BePink Ceratizit-WNT Coop-Hitec Products Laboral Kutxa-Fundación Euskadi St Michel-Mavic-Auber 93 Top Girls Fassa Bortolo Zaaf Cycling Team |                       |

### Etappe-overzicht
| Etappe | Datum       | Start – Finish                         | Afstand    | Type   | Winnaar              | Klassementsleider    |
| ------ | ----------- | -------------------------------------- | ---------- | ------ | -------------------- | -------------------- |
| 1      | 9 februari  | Dubai – Dubai                          | Vlakke rit | 109 km | Charlotte Kool       | Charlotte Kool       |
| 2      | 10 februari | Al Dhafra Castle – Al Mirfa            | Vlakke rit | 133 km | Lorena Wiebes        | Lorena Wiebes        |
| 3      | 11 februari | Hazza Bin Zayed Stadion – Jebel Hafeet | Heuvelrit  | 107 km | Elisa Longo Borghini | Elisa Longo Borghini |
| 4      | 12 februari | Abu Dhabi – Abu Dhabi                  | Vlakke rit | 119 km | Charlotte Kool       | Elisa Longo Borghini |

### Klassementenverloop
| Etappe       | Winnaar              | Algemeen klassement · | Puntenklassement · | Tussensprintklassement · | Jongerenklassement · | Ploegenklassement |
| ------------ | -------------------- | --------------------- | ------------------ | ------------------------ | -------------------- | ----------------- |
| 1            | Charlotte Kool       | Charlotte Kool        | Charlotte Kool     | Liane Lippert            | Charlotte Kool       | Ceratizit-WNT     |
| 2            | Lorena Wiebes        | Lorena Wiebes         | Lorena Wiebes      | Agnieszka Skalniak       | Lorena Wiebes        | Ceratizit-WNT     |
| 3            | Elisa Longo Borghini | Elisa Longo Borghini  | Lorena Wiebes      | Agnieszka Skalniak       | Gaia Realini         | UAE Team ADQ      |
| 4            | Charlotte Kool       | Elisa Longo Borghini  | Charlotte Kool     | Agnieszka Skalniak       | Gaia Realini         | UAE Team ADQ      |
| 0Eindstanden | 0Eindstanden         | Elisa Longo Borghini  | Charlotte Kool     | Agnieszka Skalniak       | Gaia Realini         | UAE Team ADQ      |

Tour Down Under ·
Great Ocean Road Race ·
Ronde van de Verenigde Arabische Emiraten ·
Omloop Het Nieuwsblad ·
Strade Bianche ·
Parijs-Nice · 
Tirreno-Adriatico · 
Milaan-San Remo ·
Ronde van Catalonië ·
Classic Brugge-De Panne ·
E3 Saxo Bank Classic ·
Gent-Wevelgem ·
Dwars door Vlaanderen ·
Ronde van Vlaanderen ·
Ronde van het Baskenland ·
Parijs-Roubaix ·
Amstel Gold Race ·
Waalse Pijl ·
Luik-Bastenaken-Luik ·
Ronde van Romandië ·
Eschborn-Frankfurt ·
Ronde van Italië ·
Critérium du Dauphiné ·
Ronde van Zwitserland ·
Ronde van Frankrijk ·
Clásica San Sebastián ·
Ronde van Polen ·
BEMER Cyclassics ·
Renewi Tour ·
Ronde van Spanje ·
Bretagne Classic ·
GP van Quebec ·
GP van Montréal ·
Ronde van Lombardije ·
Ronde van Guangxi
Tour Down Under ·
Cadel Evans Great Ocean Road Race ·
Ronde van de Verenigde Arabische Emiraten ·
Omloop Het Nieuwsblad ·
Strade Bianche ·
Ronde van Drenthe ·
Trofeo Alfredo Binda-Comune di Cittiglio ·
Brugge-De Panne ·
Gent-Wevelgem ·
Ronde van Vlaanderen ·
Parijs-Roubaix ·
Amstel Gold Race ·
Waalse Pijl ·
Luik-Bastenaken-Luik ·
La Vuelta España Femenina ·
Itzulia Women ·
Ronde van Burgos ·
RideLondon Classic ·
Ronde van Zwitserland ·
Giro Donne ·
Tour de France Femmes ·
Ronde van Scandinavië ·
GP de Plouay-Bretagne ·
Simac Ladies Tour ·
Ronde van Romandië ·
Ronde van Chongming ·
Ronde van Guangxi
Afgelaste wedstrijden: The Women's Tour ·
Postnord Vårgårda WestSweden